# Dyops chlorargyria
Dyops chlorargyria là một loài bướm đêm trong họ Noctuidae.